# Heterotoma planicornis
Heterotoma planicornis är en insektsart som först beskrevs av Peter Simon Pallas 1772.  Heterotoma planicornis ingår i släktet Heterotoma och familjen ängsskinnbaggar. Arten är reproducerande i Sverige. Inga underarter finns listade i Catalogue of Life.

## Bildgalleri

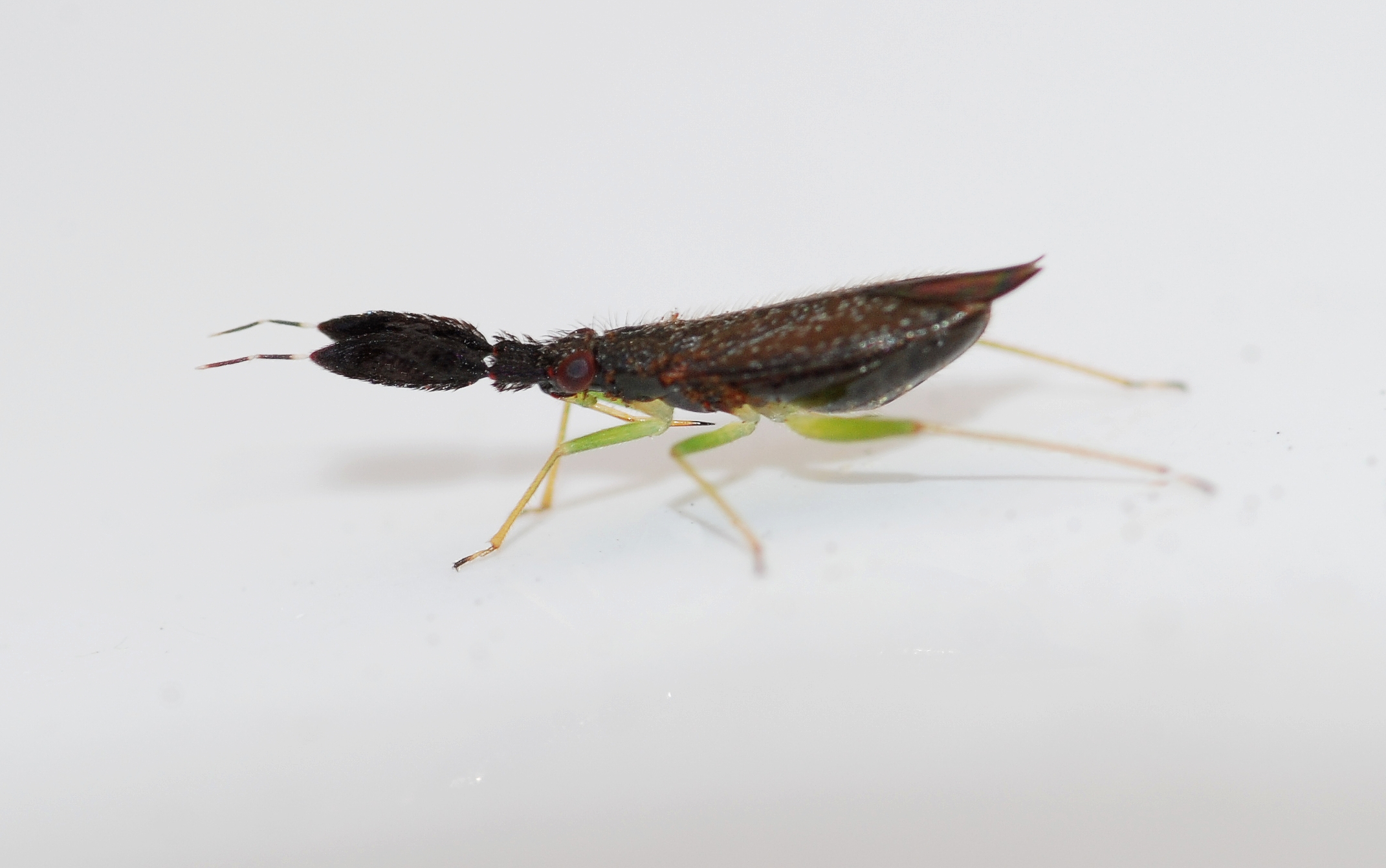
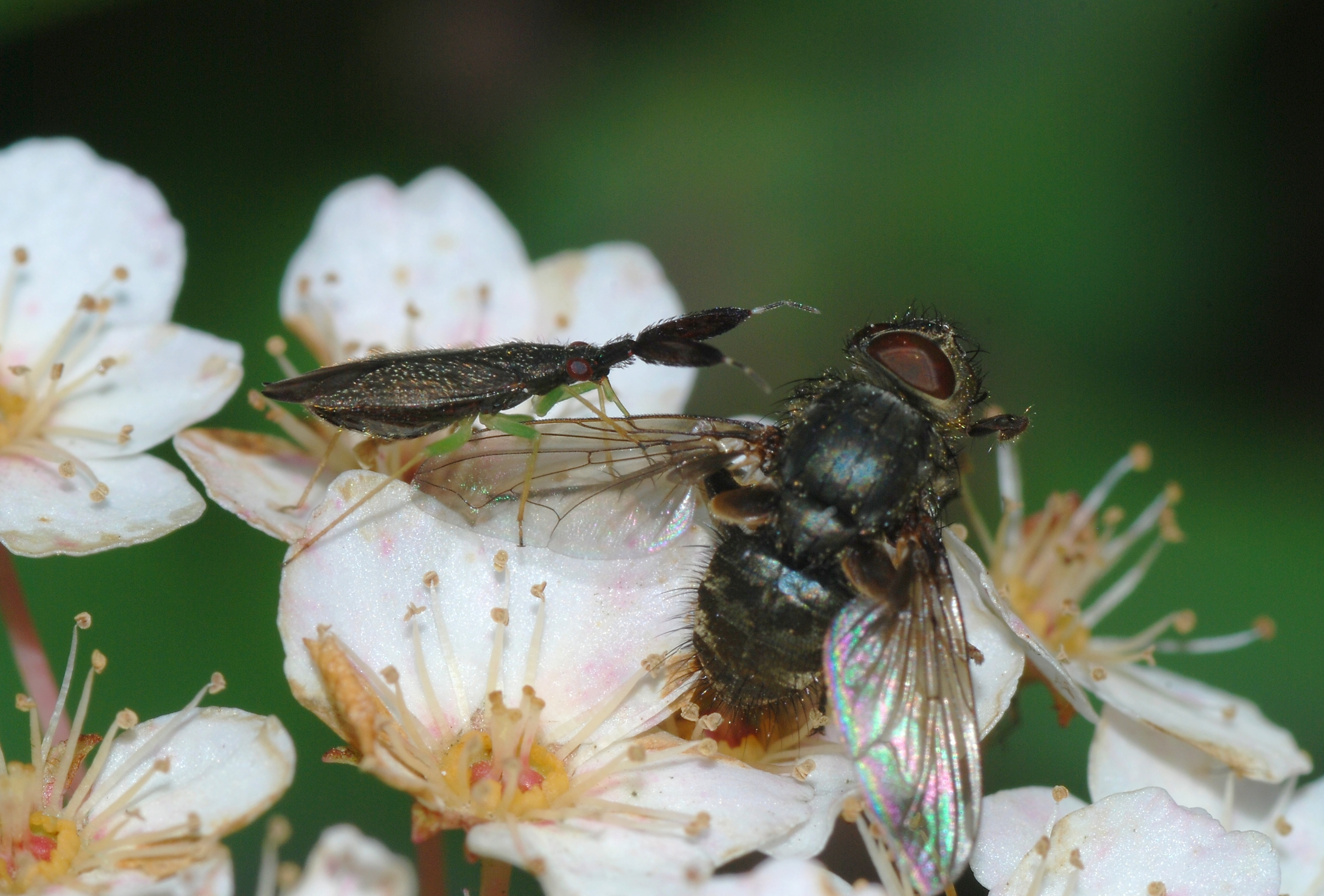
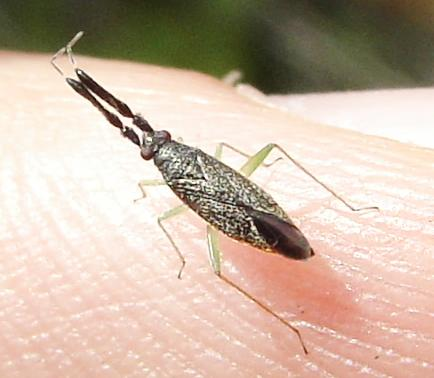
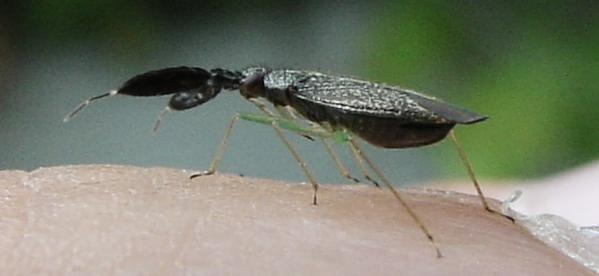
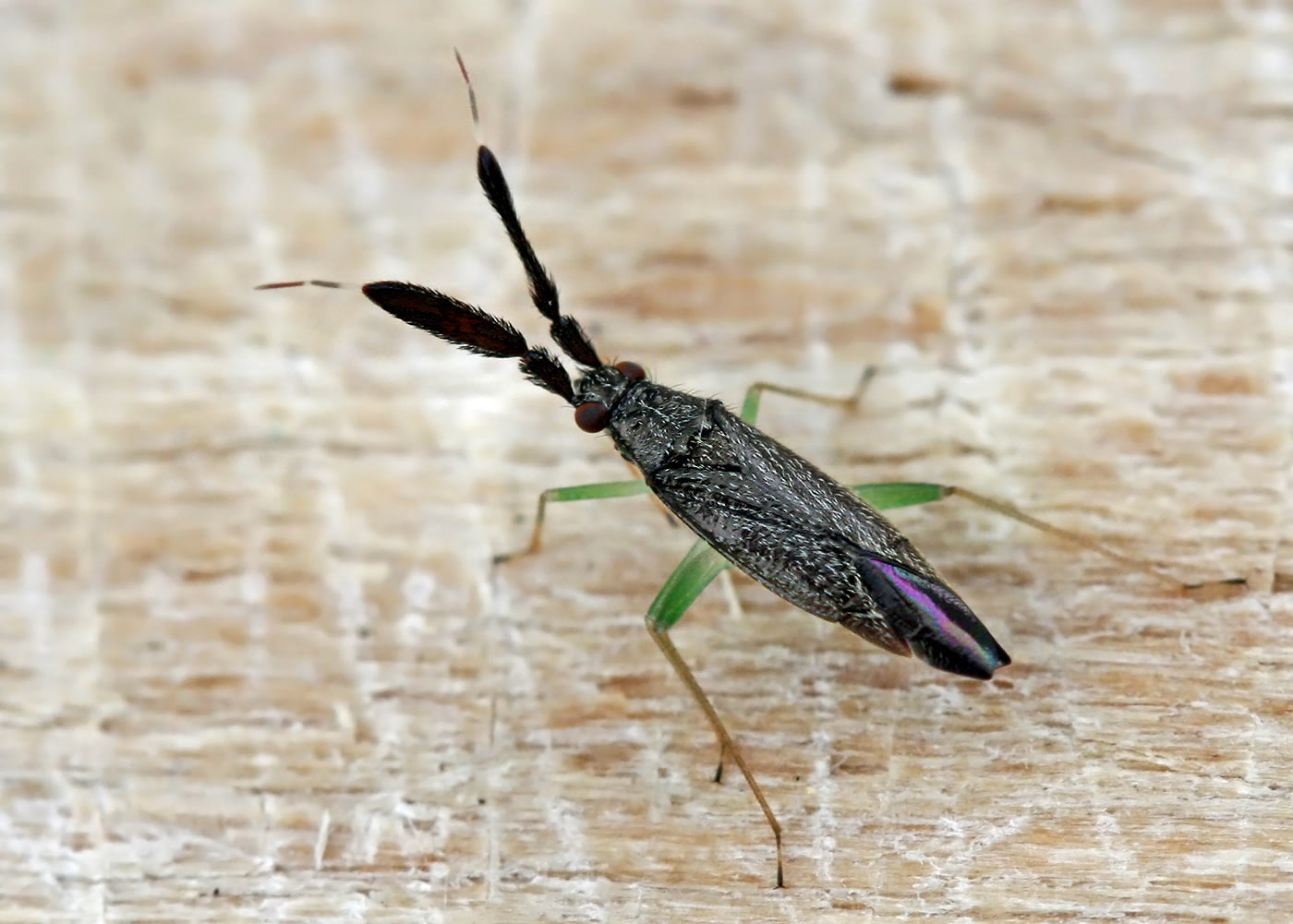
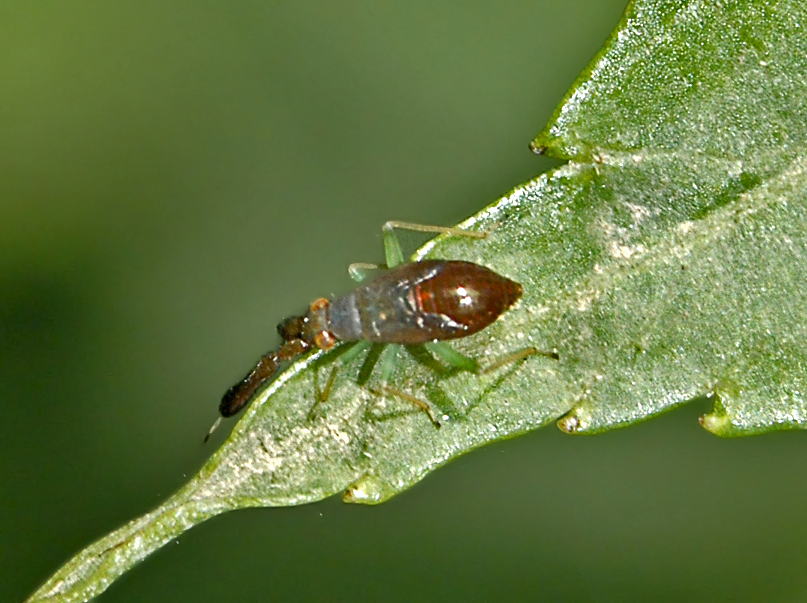